# Barão da Póvoa de Varzim
Barão da Póvoa de Varzim é um título nobiliárquico criado por D. Luís I de Portugal, por Decreto de 18 de Maio de 1868, em favor de Manuel Fernandes da Silva Campos.
Titulares
1. Manuel Fernandes da Silva Campos, 1.º Barão da Póvoa de Varzim.